# Peter Mansfield
Sir Peter Mansfield FRS (Londres, 9 d'octubre de 1933 - Nottingham, 8 de febrer de 2017) fou un físic i professor universitari anglès, guardonat amb el Premi Nobel de Medicina o Fisiologia l'any 2003.

## Biografia
Va néixer el 1933 a la ciutat de Londres. Va estudiar física a la Universitat de Londres, on es graduà el 1959 i doctorà el 1962. Amplià els seus estudis a la Universitat d'Illinois als Estats Units i des de 1964 és professor de física a la Universitat de Nottingham, d'on actualment és professor emèrit.
Membre de la Royal Society de Londres des del 1987 l'any 1993 fou nomenat Cavaller per la reina Elisabet II del Regne Unit.

## Recerca científica
Impressionat pel treball de recerca de Felix Bloch i Edward Purcell sobre la Ressonància Magnètica Nuclear (RMN), investigacions per les quals foren guardonats amb el Premi Nobel de Física l'any 1952, i que permeteren poder estudiar en profunditat l'estructura de les diferents substàncies químiques, Lauterbur conjuntament amb Paul Christian Lauterbur realitzaren investigacions sobre la RMN per tal de poder-la utilitzar per reproduir imatges del cos humà, desenvolupant el que es coneix com a Magnetic resonance imaging (MRI) o Projecció d'imatges de ressonància magnètica. Mansfield fou el responsable de demostrar com els senyals de ràdio poden ser analitzats matemàticament, realitzant així una interpretació d'aquestes dades en dues dimensions. Així mateix va descobrir un nou mètode de projecció d'imatges mitjançant el que ell va anomenar echo-planar imaging, que permet que les imatges en dues dimensions creades per la RMN puguin ser carregades més ràpidament.
L'any 2003 fou guardonat amb el Premi Nobel de Medicina o Fisiologia, juntament amb Paul Christian Lauterbur, “pel desenvolupament de la projecció d'imatges de ressonància magnètica”.